# Lienardia biplicata
Lienardia biplicata é uma espécie de gastrópode do gênero Lienardia, pertencente a família Clathurellidae.